# ドレッドノートガンダム
ドレッドノートガンダム (DREADNOUGHT GUNDAM) は、「ガンダムシリーズ」のうちのコズミック・イラ (C.E.) 年代を描いた「ガンダムシリーズSEED」シリーズに登場する架空の兵器。漫画や小説といったテレビアニメ以外の媒体で展開される外伝「機動戦士ガンダムSEED ASTRAYシリーズ」のメカで、初出作品は2003年 - 2004年に「ガンダムエース」で連載されていた漫画『機動戦士ガンダムSEED X ASTRAY』。
「ガンダムシリーズ」の主要兵器である人型ロボット「モビルスーツ (MS) 」の一種で、作中勢力のひとつである「プラント」の軍事組織「ザフト」が開発した試作機。「ドレッドノート」は英語で「勇敢な者」を意味する。核エネルギーの使用が封じられたC.E.の地球上において、核エンジンの搭載と稼動に成功した初のMSであり、テレビ本編に登場するフリーダムガンダムなどのプロトタイプに相当する。劇中では、クローン人間のプレア・レヴェリーの手によって解体処分に偽装した地球移送が行われる予定だったが、傭兵組織のサーペントテールに頭部を奪われ、返却されるまでは互換機であるゲイツの頭部で代用される。返却後はロウ・ギュールの手によって追加装備のドラグーンシステムを装着したXアストレイに強化され、敵役であるカナード・パルスの「ハイペリオンガンダム」と対決する。
メカニックデザインは大河原邦男。
本記事では、後発作の『機動戦士ガンダムSEED DESTINY ASTRAY』に登場する仕様変更型のドレッドノートイータについても解説する。

## 設定解説
ザフト初のニュートロンジャマーキャンセラー (NJC) 搭載型核駆動MS。地球連合から奪取したG兵器の技術をもとに開発され、C.E.71年2月に完成した
ZGMF-X10A フリーダムガンダムなど、後発の核動力機のプロトタイプである。これら核動力機はヴェルヌなどの非MS分野を含む統合設計局により開発されたうえに、ZGMF-600 ゲイツの開発は統合設計局をMMI社がリーダーカンパニーとなって率いるかたちで設計されたが、本機はクラーク、アジモフ、ハインラインの3局のみの共同により開発されている。
NJCを搭載した核動力MSの基礎データ収集が目的であるため、開発時間の短縮により頭部以外はほぼゲイツのパーツが流用されている。このことから、ドレッドノートガンダムはゲイツとドレッドノートガンダム以降の核動力機を結ぶ過渡的な機体と言える。また、後の開発機体と違い唯一NJCを頭部に搭載し、核エンジンと分けられているのも特徴である。このNJCはまだ試験段階の代物であり、宙域レベルでNジャマー領域を無効化するため「Nジャマー下でもその一帯の宙域で核エンジンが使用可能となってしまう」という、ザフト側にとってもマイナスとなりうる面が存在する。
「プラントの守護を担う勇敢な機体であれ」という願いを込めて、ドレッドノート（勇敢な者）と命名されたとされている。しかし、実態は常に被曝などの危険に晒される核エンジンの搭載によってパイロットの負うリスクが増したことから、「こんな機体に乗る者は勇敢な人物だ」という皮肉を込めて名付けられたという説もある。また、後にドラグーンが追加装備された際にはロウ・ギュールから「Xアストレイ」とも呼ばれている。これは、パイロットであるプレアの「核の力を平和のために使いたい」という意思から「兵器としての王道を外れた者」という意味での「アストレイ」と、バックパックに装備されたドラグーンが「X」の形に見えることによる。

### 核エンジン
ニュートロンジャマーキャンセラー(NJC)の実用化以後、C.E.においてはこのドレッドノートによって初の核エンジン（原子炉）搭載型MSが導入された。この核エンジン自体には十分なシールドが施されているため危険はない。
核融合炉の実用化には成功していない世界観ゆえに、搭載される核エンジンは核分裂式の原子炉であり、電力への変換にはMHD発電を用いるとされている。この核エンジンを導入した機体は従来のバッテリー機よりも大電力を必要とする装備群の使用が可能となり、機体稼働時間・兵装の出力は大幅に向上、無尽蔵の電力供給を受ける事が可能となった。
一方で、核エンジン搭載型のMSと言えども発電した電力によってモーターなどの駆動機器を動作させる点は同じであるため、電力駆動する機動兵器である点はバッテリー機と変わらない。また、酸素や推進剤、弾薬は有限であるうえ、長時間の戦闘はパイロットに負担をかけるため、一定の補給や休息は必要となる。加えて、発電した電力を超過したエネルギーの使用が行われれば、一時的にパワーダウンを起こすこともある。核エンジンのもたらす電力の恩恵は機体パワーよりもスタミナのウェイトが大きく、従来型バッテリー機とはディーゼル潜水艦と原子力潜水艦のような関係性となっている。とはいえあくまでウェイトが低いだけで、核エンジンが機体パワーに関係しないわけでは必ずしもない。核動力の機体は無限に近いパワー、核動力から得られる高いパワーが使える故に、瞬間的に消費可能なパワー自体もバッテリー駆動の機体と比較して桁違いである。
原子炉の暴走等のトラブルによるリスクも新たに発生することとなったが、ニュートロンジャマーが既に拡散した世界観であるゆえに、その効果を抑止するNJCを破壊または停止させれば、原子炉の停止は可能である。

## 武装
MMI-GAU2 ピクウス76mm近接防御機関砲
ゲイツやフリーダム、プロヴィデンスなどに搭載されたものと同一の装備。頭部に計4門設置される。
MA-M22Y ビームライフル
ゲイツが装備する「MA-M21G ビームライフル」の流れを汲む、フォアグリップ付きの携行火器。のちのプロヴィデンスが装備する「MA-M221 ユーディキウムビームライフル」の原型となる。
MA-MV04 複合兵装防盾システム
ゲイツに装備された「MA-MV03 2連装ビームクロー」の改良型であるシールド。PS装甲とドラグーンを搭載したドレッドノートでは複合兵装防盾の必要性が低下したため、スペックは簡略化されている。後に改良型の「MA-MV05A 複合兵装防盾システム」がプロヴィデンスに採用された。
XM1 プリスティス ビームリーマー
核エンジンの恩恵によって装備可能となった、両腰のドラグーン系武装。
システムの制御に使われる量子通信はNジャマー下での無線誘導を可能としているが、消費電力の膨大さから大電力をほぼ恒常的に発生する核エンジンによるバックアップは不可欠だった。プリスティスはゲイツがもつビームロケットアンカー「EEQ7R エクステンショナル・アレスター」の発展型であり、ビーム砲内蔵の端末部は本体とケーブルで繋がれている。ただしこれはこの装備がまだ実験段階にあるため、端末のロストを防ぐ目的で備えられたものであり、ケーブルが断線したとしても運用に支障はない。また、射撃のみならず格闘用のビームスパイクとしての運用も可能である。
ドラグーン・システム
バルトフェルドからもたらされた設計図をもとに製造された追加装備。プロヴィデンスに搭載されたものと異なり有線式であるが、これはドラグーン自体もフェイズシフト装甲で構成されているための通電用であり、ガンバレルのような操作用ではない。
『X ASTRAY』作中ではこのドラグーンを立体的に展開し、MS1機を覆うフィールドを展開する。
その形状からχ（カイ)とも呼ばれたとされている。この他にもドレッドノートには追加装備があったと推測されるが、真相は定かではない。

## 劇中での活躍
運用テスト終了後に個々のパーツに分解され、核エンジンや機密パーツ以外は廃棄処分されるはずだったが、地球の深刻なエネルギー不足を解決するため、シーゲル・クラインによって全パーツがジャンク屋を通じてマルキオ導師に渡るよう、手配された。
しかし地球へ輸送中、NJC搭載の頭部ユニットをサーペントテールに奪われたため、後に返却されるまではゲイツの頭部で代用し予備電源で駆動していた。
のちにサーペントテールが頭部を返却した際、リ・ホームで改修される。その後アンドリュー・バルトフェルドから、ドレッドノートのテストで得られたデータから生み出されたドラグーンの設計図がもたらされ、ロウ・ギュールによってアメノミハシラにて新たに装備された。
ハイペリオンとの最終決戦後には、プレア・レヴェリーからカナード・パルスに託される。

## ドレッドノートイータ
漫画、フォトストーリーなどのメディアミックスからなる外伝作品『機動戦士ガンダムSEED DESTINY ASTRAY』などに登場。デザインは町田能彦が担当している。
傭兵に転身したカナードが、ロウ・ギュールに依頼してプレアの遺品のドレッドノートを改装した機体。ドラグーンの操作に適する空間認識能力を欠いていたカナードのために、「イータユニット」と呼ばれる多目的武装モジュールを新たに装備する。砲撃形態の「バスターモード」、両腕に巨大ビームサーベルに変形したユニットを領両腕に装備した格闘形態「ソードモード」の2形態に変化する。「イータ」とは、本装備のシルエットがギリシャ文字の「Η」（イータ）に見えることにちなんで名付けられた。なお、本機は純粋に兵器として使用されるため、アストレイの名を冠していない。

### 武装（イータ）
RFW-99 ビームサブマシンガン「ザスタバ・スティグマト」
先の戦いで四散したハイペリオンの残骸から回収された武装のひとつ。使用時は本体とケーブルで接続される。
長距離ビーム砲 / ビームソード
バスターモードの際はビーム砲、ソードモードの際はビームソードとして機能する。どちらの形態でも使用時はバレルが伸展し、ソードモードの際はさらに手持ち用グリップが展開する。バスターモードでの一撃は、宇宙空間から地上へ向けて精度の保った連続砲撃が可能なほどの出力と射程を持つ。
40mm対空機関砲 イーゲルシュテルンII
ソードモードの際に展開する。弾丸にはケースレス弾を使用。
グレネードランチャー
ソードモードの際に展開する。イーゲルシュテルンIIの下部に取り付けられており、片側2発、左右で計4発を備える。
アルミューレ・リュミエール・ハンディ
ハイペリオンから回収した装備を改良したもの。プリスティス端末に「アルミューレ・リュミエール」の発生器を組み合わせており、非使用時は腰部に装着される。使用時は前腕部に発生器をマウントする。スティグマト同様有線で電力供給が行われ、連続使用時間が大幅に延長されている。また、グリップによる手持ちも可能であり、発振方向を収束することで格闘用のビームランスとしても使用される。